# Спартак MMXII: Начало
«Спартак MMXII: Начало» (англ. Spartacus MMXII: The Beginning) — хардкорный порнофильм, снятый на студии Wicked Pictures в 2012 году. Фильм получил ряд наград и номинаций в кино и был высоко оценён кинокритикой.

## Сюжет
За много лет до нашей эры…
Капуя, Южная Италия. Спартак (Маркус Лондон) захвачен и вынужден сражаться до смерти на арене. После того, как он выдержал битву, он был продан Лудису Батиату (Тони де Сержио), где он попал в мир секса и насилия. Он находит единственного вероятного союзника в лице раба Крикса (Томми Ганн), поскольку оба должны удовлетворять Лукрецию (Девон Ли). Помимо участия в оргиях, они должны тренироваться, чтобы сразиться с непобеждённым гигантом Андрололом.

## В ролях
- Энди Сан Димас — Neavia
- Девон Ли — Лукреция
- Грейси Глэм — Милана

- Индия Саммер — Gaia
- Дженна Пресли — Sura
- Таня Тейт — Ilithyia

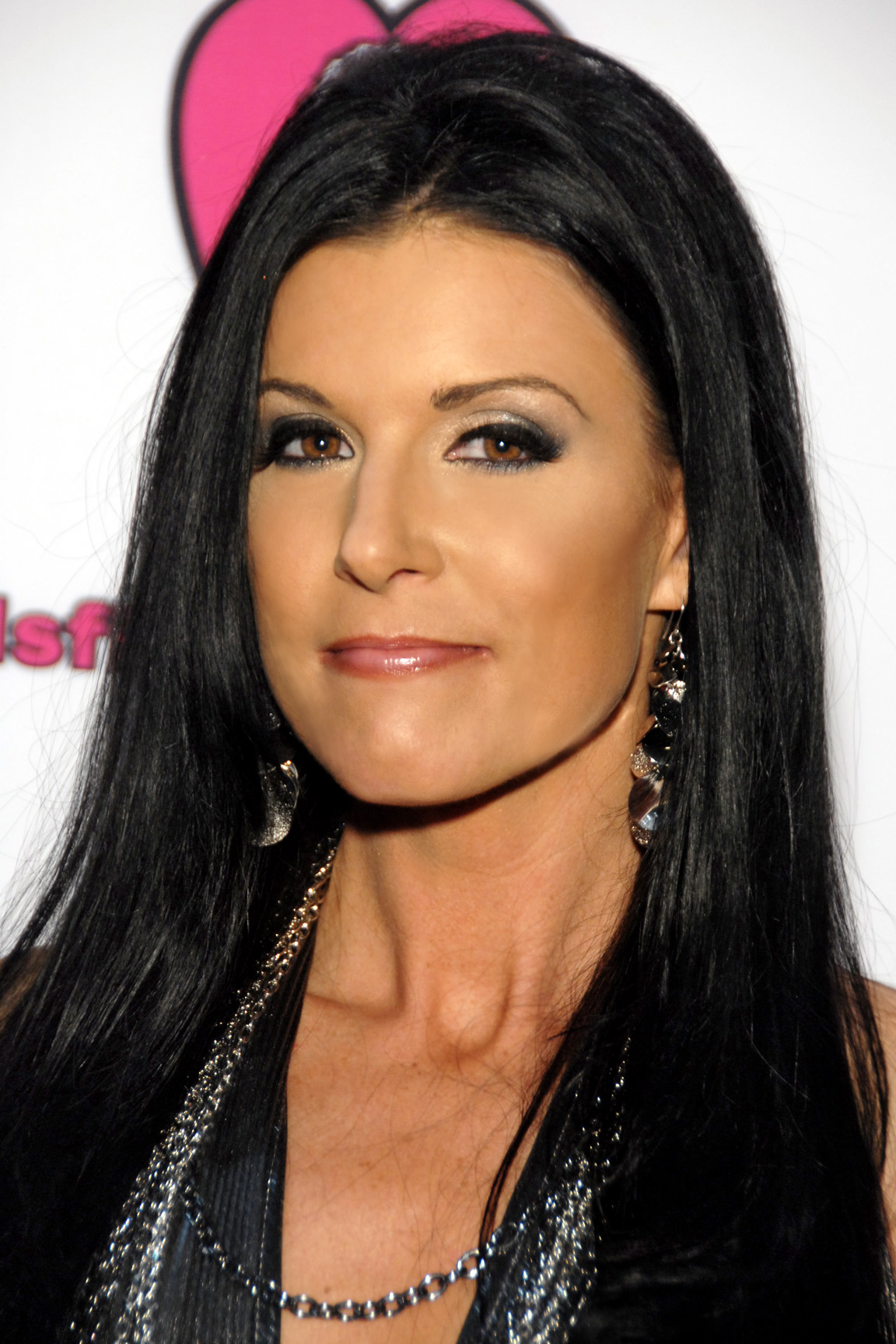
Индия Саммер сыграла в фильме роль Джии

- Николь Энистон — купающаяся рабыня
- Маркус Лондон — Спартак
- Начо Видаль — Legatus
- T.J. Cummings — Vero
- Томми Ганн — Крикс
- Тони де Сержио: Батиат

## Список сексуальных сцен
1. Девон Ли — Томми Ганн.
2. Девон Ли — Индия Саммер — Никки Дэниэлс — Тони де Сержио.
3. Таня Тейт — Маркус Лондон.
4. Карина О’Райли — Грейси Глэм — Мелани Риос — Начо Видаль — Томми Ганн.
5. Чарли Чейз — Николь Энистон — Prinzzess — Томми Ганн.
6. Мико Ли — Тони де Сержио.
7. Энди Сан Димас — T.J. Cummings.
8. Дженна Пресли — Маркус Лондон.

## Награды[3]

### AVN Awards(2013)
- Победа: Best Parody: Drama.
- Номинация: Best Supporting Actor, Tony De Sergio.
- Номинация: Best Supporting Actress, Devon Lee.
- Номинация: Best DVD Extras.
- Номинация: Best Makeup.
- Номинация: Best Overall Marketing Campaign: Individual Project.
- Номинация: Best Editing.
- Номинация: Best Director: Parody, Marcus London.
- Номинация: Best Art Direction.
- Номинация: Best Supporting Actor, Tommy Gunn.
- Номинация: Best Supporting Actress, Gracie Glam.
- Номинация: Best Actor, Marcus London.

### XBiz Awards(2013)
- Номинация: Best Supporting Actress, Tanya Tate.
- Номинация: Best Music.
- Номинация: Feature Movie of the Year.
- Номинация: Best Editing.
- Номинация: Best Scene — Feature Movie, Gracie Glam, Karina O’Reilley, Melanie Rios, Nacho Vidal, Tommy Gunn.
- Номинация: Best Special Effects.
- Номинация: Best Art Direction.
- Номинация: Screenplay of the Year, Marcus London.
- Номинация: Marketing Campaign of the Year.
- Номинация: Director of the Year — Feature Release, Marcus London.
- Номинация: Best Actor — Feature Movie, Marcus London.
- Номинация: Best Actress — Feature Movie, Devon Lee.
- Номинация: Best Supporting Actor, Tony De Sergio, Tommy Gunn.
- Номинация: Best Non-Sex Acting Performance, Brad Armstrong, Ben English.

### Sex Awards (2013)
- Номинация: Adult Movie of the Year.
- Номинация: Adult Parody of the Year.

### XRCO Awards (2013)
- Номинация: Best Epic.
- Номинация: Best Actor, Marcus London.

### Рецензии
- Roger Pipe. Spartacus MMXII The Beginning